# Grevillea gillivrayi
 (janvier 2021).
Espèce
Classification phylogénétique
Grevillea gillivrayi est une espèce d'arbuste ou petit arbre de la famille des Proteacae. Il est endémique de la Nouvelle-Calédonie. C'est un accumulateur de manganèse.

## Description

### Aspect général
L'espèce pousse jusqu'à 10 mètres de hauteur.

### Feuilles
Les feuilles sont entières et simples et de forme variable.

### Fleurs
Les fleurs sont regroupées en inflorescences en forme de brosse à bouteille. Leur pédicelle est grêle et de couleur variable (rose saumon, jaunâtre, rouge cerise, carmin vif, blanches, purpurines).
Inodores, elles attirent pourtant les oiseaux méliphages et les abeilles.
La floraison a lieu en été.

## Répartition
Cette espèce est très commune sur la Grande Terre, dans le massif péridotitique du Sud et son prolongement sur la côte est, sur le mont Do, sur l'Île des Pins, sur l'île Ouen et sur l'île Tupeti. On la trouve également ponctuellement sur le centre Est de la Grande Terre (Poro, Monéo) et vers le nord-ouest (monts Kopéto, Boulinda),.

## Noms vernaculaires
Cette espèce était autrefois surnommée hêtre gris ou hêtre rouge par les colons européens.